# Нордијски крст
Нордијски крст је назив за симбол Скандинавских земаља. Налази се на њиховим заставама, свим изузев заставе Гренланда. Крст означава хришћанство. Прве заставе са Нордијским крстом су застава Данске, застава Норвешке, застава Шведске, застава Финске и застава Исланда. Норвешка је прва Нордијска застава која има 3 боје.
Неке заставе немају службени статус јер су под другом државом. На примјер Шетландска острва
имају нордијску заставу, али није службена јер је под управом Шкотске.